# Onno Zijlstra
Onno Klaas Zijlstra (Wassenaar, 14 januari 1949) is een Nederlandse filosoof.
Zijlstra promoveerde in 1982 aan de Vrije Universiteit Amsterdam op een proefschrift over de filosofie en cultuurkritiek van de Spaanse filosoof José Ortega y Gasset. In 2022 werkte hij dit voor een groter publiek uit in Het leven als schipbreuk - De crisisfilosofie van Ortega y Gasset. Uitgangspunt van dit boek is dat we te maken hebben met een wooncrisis, een klimaatcrisis, een coronacrisis en een politieke crisis. Maar wat is dat eigenlijk, in tijden van crisis leven? Wat zijn de kenmerken van een cultuur in crisis? Raken we in een crisis van onszelf vervreemd, of komen we juist tot zelfinkeer? Volgens Zijlstra laat de filosofie van José Ortega y Gasset zien wat het leven in crisis typisch menselijk maakt. We moeten crises volgens Zijlstra niet ontwijken, maar juist beleven en doordenken.
Zijlstra doceerde filosofie aan de Vrije Universiteit, ArtEZ Hogeschool voor de Kunsten te Zwolle en aan de Protestantse Theologische Universiteit.
Zowel als onderdeel van als naast zijn werk als docent schreef Zijlstra diverse boeken. In 1998 kwam het boek Het kunstwerk en de zin van het bestaan uit. Hierin legt hij de relatie tussen kunst en filosofie en geeft er een uitleg over. Dilemma's. Een kortere inleiding in de filosofie (2003) was zijn volgende boek. Het is speciaal geschreven voor diegenen die bijna niets van filosofie weten, maar er wel graag een algemene indruk van willen hebben. De vraag over de zin van het menselijk bestaan staat in dit werk centraal.
Zijn Engelstalige boek Language, Image and Silence. Kierkegaard and Wittgenstein on Ethics and Aesthetics verscheen in 2006. In 2007 gevolgd door Wat doet die rode vlek daar linksboven?, een rijkelijk geïllustreerde inleiding in de esthetica; Zijlstra zorgde voor de tekst, de kunsthistorische bijdrage kwam van Jan Smidt. In 2016 maakte Zijlstra met Wendy Janssen Reflecties. 25 kunstwerken 24 filosofen.
In 2021 publiceerde hij Authentiek - In tijden van massamedia, egocultuur en consumentisme, waarin hij aangeeft dat authenticiteit in tijden van massamedia, egocultuur en consumentisme niet alleen mogelijk, maar zelfs noodzakelijk is. Tegen de achtergrond van de geschiedenis van het begrip en de felle kritiek op hedendaagse verschijningsvormen ervan voert Zijlstra een pleidooi voor een doordacht, sociaal en moreel idee van authenticiteit.
In Kunst en de zin van het bestaan uit 2022 stelt Zijlstra dat kunst onlosmakelijk verbonden is met de vraag naar de betekenis van ons leven. En in tijden van onzekerheid als de onze wordt de vraag hoe kunst ons kan helpen om na te denken over de zin van wat wij doen, urgenter. In dit boek moedigt Zijlstra het gesprek aan over de zinvraag in samenhang met het denken over kunst. Hiervoor haalt hij zes denkers voor het voetlicht die in de moderne tijd de zinvraag indringend aan de orde hebben gesteld en de kunst nadrukkelijk bij hun reflecties hebben betrokken: Kant, Hegel, Schopenhauer, Kierkegaard, Nietzsche en Wittgenstein.
Sinds 2020 is Zijlstra moderator van het Filosofisch Café van Tertulia Amersfoort, een platform voor "vrije geesten, makers en kunstliefhebbers".
Een broer van Onno Zijlstra was de dichter en predikant Jaap Zijlstra (1933-2015).